# Sacerdote con canopo osiriaco (SCA 449)
La statua di sacerdote recante un vaso canopo osiriaco (SCA 449) è un'antica statua egizia d'epoca romana, in granodiorite, raffigurante un giovane sacerdote strettamente avvolto in un mantello intento a sorreggere, premendoselo contro la guancia, e con le mani coperte dal manto, un vaso dalla testa umana comunemente identificato con un vaso canopo del dio egizio Osiride.
Il reperto fu scoperto sul lido sud-occidentale dell'isola sommersa di Antirodi, nel corso degli scavi effettuati tra il 1996 e il 2003 dall'archeologo subacqueo Franck Goddio sul fondale marino al largo di Alessandria d'Egitto, insieme a centinaia d'altri reperti di varia natura (statue, monete, stele, vasellame e altro).

## Descrizione
Si tratta di un motivo iconografico raro in territorio egiziano e, paradossalmente, ben più comune al di fuori del Paese, per esempio nei monumenti egizi/egittizzanti in Italia: le statue immediatamente confrontabili sono le due in diorite, alte 136 e 138 centimetri, scoperte a Benevento e provenienti dall'importante Tempio di Iside edificato nella città sotto Domiziano (81–96 d.C.): risalenti all'epoca di Adriano (117–138), ciascuna raffigurante un sacerdote in cammino, avvolto in un ampio mantello che gli copre le mani con cui stringe a sé un vaso decorato con il disco solare e gli urei faraonici. Ancora, cortei di sacerdoti recanti canopi osiriaci fra le mani velate sono apprezzabili nell'Iseo campense a Roma.

### Vaso
Un vaso sormontato da testa umana e/o divina era il più comune idolo del dio locale di Canopo (l'attuale Abukir, l'egizia Peguti), Osiride, come riferisce lo scrittore cristiano del IV secolo Tirannio Rufino: l'antiquariato del XVIII secolo estese i termini "canopo, canopico"  a tutti i vasi egizi dai coperchi a forma di teste in cui gli antichi imbalsamatori egizi riponevano gli organi interni dei defunti mummificati; il termine, pur inappropriato, non fu mai sostituito. Si tratterebbe quindi di una statua raffigurante un giovane sacerdote che trasporta l'idolo del dio durante una processione o una liturgia. 

### Sacerdote
Il volto del sacerdote è giovanile e la sua testa, vista posteriormente, da destra e da sinistra, sembra completamente rasata: è noto infatti che a tutti i sacerdoti della religione egizia, anche nei templi diffusi nel mondo greco-romano, era richiesta l'accurata rasatura del capo e del viso. La visionare frontale, invece, permette di vedere un profondo solco che attraversa la fronte ma non le tempie: non si può quindi trattare di una fascia, quanto di una ruga simboleggiante la gravità della carica sacerdotale e non l'età matura del soggetto, il cui aspetto è chiaramente giovanile.